# Isanthrene pertyi
Isanthrene pertyi là một loài bướm đêm thuộc phân họ Arctiinae, họ Erebidae.